# Ватерло (мост)
Вижте пояснителната страница за други значения на Ватерло.
Мостът Ватерло е транспортен и пешеходен мост, който пресича река Темза в Лондон, Англия. Името на моста е в памет на англо-холандската и пруската победа в Битката при Ватерло през 1815. Благодарение на доброто си местоположение на един от завоите на реката, гледките, които се откриват от моста към Лондон: на запад Уестминстър и Окото на Лондон, на изток Ситито и Канари Уорф) са смятани за едни от най-хубавите, гледани от земята.

## История

### Първи мост
Първият мост на това място е проектиран през 1809 – 10 от Джон Рени и е открит през 1817 г., като за преминаването му се е плащала такса. Гранитният мост имал девет арки, всяка с дължина 36 метра и обща дължина от 748 метра (включително подстъпите). Преди откриването му е бил известен като 'Моста на Странд'. През 40-те години на 19 век мостът си спечелил репутацията на предпочитано място за опити за самоубийство. През 1841 американският каскадьор Самюел Гилбърт Скот загива при изпълнението на каскада, при която е трябвало да увисне на въже от моста. През 1844 Томас Худ написва поемата Мостът на въздишките за самоубийството на една проститутка от моста. Мостът е рисуван от френския импресионист Клод Моне и английския романтик, Джон Констабъл. През 1878 г. мостът е национализиран и таксата за преминаване е премахната.
В своите експерименти, свързани с електричеството, Майкъл Фарадей опитал през 1832 г. да измери потенциалната разлика между двата края на моста, свързана с отдръпването на солената вода и с отчитане на ефекта на земното магнитно поле (виж магнитохидродинамика).
След 1884 г. се появяват някои сериозни проблеми в конструкцията на моста на Рени. През 20-те години на 20 век нещата се влошават и се налага ремонт с цел подсилване на носещите колони.

### Втори мост
Поради възникналите проблеми лондонската управа решава да разруши моста и да го замени с нов. Новият мост е отворен на практика през 1942, но окончателно е завършен през 1945 г. Той е единственият мост на Темза, повреден при немските бомбардировки през Втората световна война.
Георги Марков е български дисидент убит на моста Ватерло от агенти на българската Тайна полиция, подпомогнати от КГБ.

### Повторна употреба на камъните
Гранитни камъни от първия мост са занесени в различни части по света, свързани с британската Общност на нациите. Два от камъните са в Канбера, столицата на Австралия, в центъра на града. Камъни от моста са използвани и за построяването на паметник в Уелингтън, Нова Зеландия.

## География
Южният край на моста е лондонски район, известен като Южния бряг (на английски: South Bank) и там се намират Кралската фестивална зала, гара Ватерло и Кралският Национален Театър.
В северния си край мостът се свързва с улица Странд при Съмърсет Хаус.

## Галерия
- Хората се тълпят за откриването на моста на 18 юни 1817
- Изглед към стария мост от стълбите на Уайтхол, Джон Констабъл, 18 юни 1817